# Bufere nordiche
Bufere nordiche (The North Wind's Malice) è un film muto del 1920 diretto da Paul Bern e da Carl Harbaugh.

## Trama
Il matrimonio tra Lois e Roger entra in crisi e lui se ne va da casa. Lois cerca conforto da Henry, un amico del marito ma Tom, suo cognato, indispettito con lei per la sua ingerenza quando lui corteggiava Dorothy, inventa di averla vista baciare Henry. Roger allora accetta di partecipare a una spedizione nelle miniere d'oro dell'Alaska, ignorando che la moglie sta aspettando un bambino. Lois, disperata, accetta le attenzioni di Henry. Durante l'assenza di Roger, Tom finisce in carcere perché, senza lavoro, si trova costretto a rubare per sostenere la famiglia. Quando nasce il bambino, Henry si reca in Alaska per recare la notizia a Roger: i due uomini devono confrontarsi e, alla fine, Roger torna dalla moglie e fa uscire di galera il fratello. Tom, allora, confessa di aver mentito su Henry e Lois, una bugia che poi ha provocato tanti danni. Il suo pentimento gli riconquista l'affetto di Dorothy.

## Produzione
Il film fu prodotto dalla Eminent Authors Corporation. Venne girato nello stato di New York, al Lago Champlain e a Port Henry e a Pittsburgh, in Pennsylvania.

## Distribuzione
Distribuito dalla Goldwyn Distributing Company, il film - presentato da Rex Beach e da Samuel Goldwyn - uscì nelle sale cinematografiche USA il 17 ottobre 1920. Venne distribuito anche il Finlandia il 12 marzo 1923.
Il film viene considerato presumibilmente perduto.